# Nebojša Bastajić
Nebojša Bastajić (in serbo Небојша Бастајић?; Belgrado, 20 agosto 1990) è un calciatore serbo, attaccante del Napredak Kruševac.

## Carriera
Ha giocato nella massima serie serba.

## Statistiche

### Presenze e reti nei club
Statistiche aggiornate al 2 novembre 2021.
| Stagione        | Squadra             | Campionato      | Campionato | Campionato | Coppe nazionali | Coppe nazionali | Coppe nazionali | Coppe continentali | Coppe continentali | Coppe continentali | Altre coppe | Altre coppe | Altre coppe | Totale | Totale |
| Stagione        | Squadra             | Comp            | Pres       | Reti       | Comp            | Pres            | Reti            | Comp               | Pres               | Reti               | Comp        | Pres        | Reti        | Pres   | Reti   |
| --------------- | ------------------- | --------------- | ---------- | ---------- | --------------- | --------------- | --------------- | ------------------ | ------------------ | ------------------ | ----------- | ----------- | ----------- | ------ | ------ |
| 2011-2012       | Voždovac            | 2L              | ?          | ?          |                 | -               | -               |                    | -                  | -                  |             | -           | -           | ?      | ?      |
| 2012-2013       | Voždovac            | 1L              | 13         | 2          |                 | -               | -               |                    | -                  | -                  |             | -           | -           | 13     | 2      |
| Totale Voždovac | Totale Voždovac     | Totale Voždovac | 13+        | 2+         |                 | -               | -               |                    | -                  | -                  |             | -           | -           | 13+    | 2+     |
| gen.-mag. 2014  | Vataniakos          | FL              | 3          | 0          |                 | -               | -               |                    | -                  | -                  |             | -           | -           | 3      | 0      |
| gen.-mag. 2015  | Bežanija            | 1L              | 12         | 0          |                 | -               | -               |                    | -                  | -                  |             | -           | -           | 12     | 0      |
| 2017-2018       | Budućnost Dobanovci | 1L              | 28         | 5          | CS              | 2               | 0               |                    | -                  | -                  |             | -           | -           | 30     | 5      |
| lug.-dic. 2018  | TSC Bačka Topola    | 1L              | 17         | 1          | CS              | 2               | 1               |                    | -                  | -                  |             | -           | -           | 19     | 2      |
| gen.-mag. 2019  | Inđija              | 1L              | 15         | 4          |                 | -               | -               |                    | -                  | -                  |             | -           | -           | 15     | 4      |
| 2019-2020       | Inđija              | SL              | 25         | 3          | CS              | 3               | 1               |                    | -                  | -                  |             | -           | -           | 28     | 4      |
| 2020-2021       | Inđija              | SL              | 37         | 9          | CS              | 1               | 0               |                    | -                  | -                  |             | -           | -           | 38     | 9      |
| Totale Inđija   | Totale Inđija       | Totale Inđija   | 77         | 16         |                 | 4               | 1               |                    | -                  | -                  |             | -           | -           | 81     | 17     |
| 2021-2022       | Vojvodina           | SL              | 12         | 1          | CS              | 1               | 1               | UECL               | 4                  | 0                  |             | -           | -           | 17     | 2      |
| Totale carriera | Totale carriera     | Totale carriera | 162+       | 25+        |                 | 9               | 3               |                    | 4                  | 0                  |             | -           | -           | 175+   | 28+    |